# 国際連合安全保障理事会決議24
国際連合安全保障理事会決議24（こくさいれんごうあんぜんほしょうりじかいけつぎ24、英: United Nations Security Council Resolution 24,UNSCR24）は、1947年4月30日に国際連合安全保障理事会で採択された決議。1947年4月22日に出されていたハンガリーの国際連合加盟申請を検討することを指示したものである。申請は別途、加盟検討委員会で検討されることとなった。決議は賛成多数で採択されている。

## 概要
第二次世界大戦において枢軸国側であったハンガリー（当時ハンガリー王国）は、ソ連軍による占領を経て、1946年にはハンガリー共和国（第二共和国）が成立していた。1947年時点のハンガリー共和国においては、ハンガリー共産党が主導権を握りつつあった。また、同年2月にはパリ条約締結により連合国との講和が結ばれ、国連加盟への障害も解消されていた。
しかしながら、東西冷戦の影響により、ソ連を中心に国連加盟に対する冷淡な態度が続けられ、ハンガリーの加盟が承認されたのは、ソ連の態度が軟化した後となった。1955年12月6日の総会決議918(X)の勧告を受けた、1955年12月14日の国際連合安全保障理事会決議109によって承認され、同日の総会決議995(X)によりハンガリーの加盟が最終承認された。